# Tempestades de Aço
Tempestade de Aço (alemão: In Stahlgewittern) é o relato de memórias do oficial alemão Ernst Jünger sobre suas experiências na Frente Ocidental durante a Primeira Guerra Mundial, de dezembro de 1914 a agosto de 1918. O livro é um relato gráfico da guerra de trincheiras, podendo ser lido de forma afirmativa, neutra ou como uma obra anti-guerra.
Tempestade de Aço foi originalmente impresso de forma privada em 1920, tornando-se um dos primeiros relatos pessoais a serem publicados. A obra era amplamente desprovida de comentários editoriais na sua primeira edição, mas foi revisada extensivamente várias vezes. O livro estabeleceu a fama de Jünger como escritor nos anos 1920. O julgamento de contemporâneos e críticos posteriores reflete a ambivalência da obra, que descreve a guerra em toda a sua brutalidade, mas nem a condena expressamente, nem discute suas causas políticas.

## Enredo
Tempestade de Aço começa com Jünger, então um soldado raso, entrando na linha de frente com o 73º Regimento Hanoveriano em Champagne. Seu primeiro contato com o combate ocorreu em Les Éparges, em abril de 1915, onde ele foi ferido pela primeira vez.
Após recuperar-se, Jünger fez um curso de oficiais e alcançou o posto de Tenente (Leutnant). Ele retornou ao seu regimento no setor de Arras. Em 1916, com a Batalha do Somme em andamento, o regimento de Jünger mudou-se para Combles em agosto, para a defesa da vila de Guillemont. Jünger foi novamente ferido e esteve ausente pouco antes do ataque final britânico que capturou a vila — o seu pelotão foi aniquilado. Em 1917, Jünger participou das ações durante a Batalha de Arras em abril, a Terceira Batalha de Ypres em julho e outubro, e o contra-ataque alemão durante a Batalha de Cambrai em novembro. Jünger liderou uma companhia de tropas de assalto durante a última ofensiva alemã na primavera, em 21 de março de 1918, quando foi novamente ferido. Em 23 de agosto, ele sofreu seu ferimento mais grave ao ser atingido no peito.
No total, Jünger foi ferido 14 vezes durante a guerra, incluindo cinco ferimentos por balas, e recebeu o Distintivo de Ferido em Ouro. Ele foi condecorado com a Cruz de Ferro de 1ª e 2ª Classe, a Ordem da Casa de Hohenzollern, e foi o mais jovem a receber a Pour le Mérite.

## Histórico de Publicação
A primeira versão de Tempestade de Aço era essencialmente o diário não editado de Jünger; o título original em inglês era In Storms of Steel: from the diary of a Shock Troop Commander, Ernst Jünger, War Volunteer, and subsequently Lieutenant in the Rifle Regiment of Prince Albrecht of Prussia (73rd Hanoverian Regiment). Desde a sua primeira publicação, houve até sete revisões de Tempestade de Aço, sendo a última a versão de 1978 para as Obras Completas de Jünger. A revisão mais significativa ocorreu em 1934, quando as descrições explícitas de violência foram suavizadas. Esta edição trazia a dedicatória universal "Aos caídos".
A primeira tradução foi publicada em 1922, com a tradução espanhola de Julio A. López intitulada Bajo la tormenta de acero, baseada na edição original de 1920. A edição de 1924 foi traduzida para o inglês por Basil Creighton como The Storm of Steel em 1929 e para o francês em 1930. Uma nova tradução para o inglês, baseada na versão final de 1961, foi feita por Michael Hofmann em 2003, e venceu o Prêmio de Tradução Oxford-Weidenfeld em 2004. Na introdução da sua edição, Hofmann é altamente crítico da tradução de Creighton.

### Traduções
- Bajo la tormenta de acero, translation into Spanish by Julio A. López, Biblioteca del Suboficial 15, Círculo Militar, Buenos Aires 1922.
- The Storm of Steel, translation into English by Basil Creighton, Chatto &amp; Windus, London 1929. Republished by <i id="mwSQ">Passage Classics</i>, 2019.
- Orages d'acier. Souvenirs du front de France (1914–1918), translation into French by F. Grenier, Payot, Paris 1930.
- Kōtetsu no arashi, translation into Japanese by Satō Masao, Senshin-sha, Tokyo, 1930.
- Tempestades de acero, translation into Spanish by Mario Verdaguer, Iberia, Barcelona 1930.
- Książę piechoty. W nawałnicy żelaza, translation into Polish by J. Gaładyk, Warszawa 1935.
- Prin furtuni de oţel. Translation into Romanian by Victor Timeu, 1935.
- Orages d'acier. Journal de guerre, translation into French by Henri Plard, Plon, Paris 1960.
- Tempeste d'acciaio, translation into Italian by Giorgio Zampaglione, Edizioni del Borghese, Roma 1961.
- Nelle tempeste d'acciaio, translation into Italian by Giorgio Zampaglione, Collana Biblioteca della Fenice, Parma, Guanda, 1990.
- Tempeste d'acciaio, translation into Italian by Gisela Jaager-Grassi, Collezione Biblioteca n.94, Pordenone, Edizioni Studio Tesi, 1990.
- I stålstormer, translation into Norwegian by Pål Norheim and Jon-Alfred Smith, Tiden norsk förlag, Oslo 1997; 2010 as I en storm av stål: Dagbok fra Vestfronten 1915–1918, Vega Forlag, Oslo 2010.
- W stalowych burzach, translation into Polish by Wojciech Kunicki, Warszawa 1999.
- В стальных грозах, translation into Russian by Н. О. Гучинская, В. Г. Ноткина, Владимир Даль, СПб. 2000.
- Oorlogsroes, translation into Dutch by Nelleke van Maaren, De Arbeiderspers, Amsterdam 2002.
- Storm of Steel, translation into English by Michael Hofmann, Penguin Books, London 2003.
- Tempestades de acero, translation into Spanish by Andrés Sánchez Pascual, Tusquets, Barcelona 2005.
- Teräsmyrskyssä, translation into Finnish by Markus Lång, Ajatus Kirjat, Helsinki 2008.
- I stålstormen, translation into Swedish by Urban Lindström, Bokförlaget Atlantis, Stockholm 2008.
- Orages d'acier, rev. translation into French by Julien Hervier, Gallimard, Paris 2008.
- Tempestades de aço, translation into Portuguese by Marcelo Backes, Cosac & Naify, São Paulo, 2013.
- I stålstormen, translation into Danish by Adam Paulsen and Henrik Rundqvist, Gyldendal, Kopenhagen 2014.
- Acélzivatarban, translation into Hungarian by Csejtei Dezső and Juhász Anikó, Noran Libro Kiadó, Budapest 2014.
- В сталевих грозах, translation into Ukrainian by Юрко Прохасько (Yurko Prokhasko), Чернівці (Chernivtsi), Kyiv, 2014.
- Plieno audrose, translation into Lithuanian by Laurynas Katkus, Kitos knygos, Vilnius 2016.
- În furtuni de oțel, translation into Romanian by Viorica Nişcov, Corint, Bucharest, 2017.
- Çelik fırtınalarında, translation into Turkish by Tevfik Turan, Jaguar Kitap, Istanbul 2019.
- In Storms of Steel, translation into English by Kasey James Elliott, 2021.